# Maria Rita Passos-Bueno
Maria Rita dos Santos e Passos Bueno (1 de agosto de 1959) é uma geneticista, pesquisadora e professora universitária brasileira.
Grande oficial da Ordem Nacional do Mérito Científico e membro titular da Academia Brasileira de Ciências, Maria Rita é professora titular de Genética do Instituto de Biociências da Universidade de São Paulo e pesquisadora do Centro de Pesquisas do Genoma Humano e Células-Tronco, o CEPID da FAPESP.
Trabalha na área de Genética Molecular Humana para compreender os mecanismos causativos de síndromes craniofaciais e do autismo. Implantou a modelagem de doenças genéticas humanas em células-tronco mesenquimais e pluripotentes induzidas. Estuda também os mecanismos genéticos por trás da fenda lábio-palatina.
Durante a pandemia de COVID-19, Maria Rita coordenou uma equipe da USP que desenvolveu um teste rápido nacional baseado em RT-LAMP.
Em 2023, Maria Rita passou a fazer parte da lista de 10 cientistas mais citados do mundo.